# Arthur Norris
Arthur B. J. Norris (fl. XX secolo) è stato un tennista britannico.
Partecipò ai Giochi della II Olimpiade che si svolsero a Parigi nel 1900. Prese parte ai tornei di tennis di singolare maschile e doppio maschile (con Harold Mahony) ed in entrambi conquistò la medaglia di bronzo.
Dal 1898 al 1905, Norris partecipò numerose volte al torneo di Wimbledon sia nel singolare che nel doppio, ma senza riuscire ad ottenere risultati brillanti.